# Lupettiana piedra
Lupettiana piedra là một loài nhện trong họ Anyphaenidae.
Loài này thuộc chi Lupettiana. Lupettiana piedra được Antonio D. Brescovit miêu tả năm 1999.